# Референдум о приступању Хрватске Европској унији
Референдум о приступању Хрватске Европској унији одржан је 22. јануара 2012. године. Био је то први референдум у Хрватској након 1991. године и референдума о независности.
Хрватска је завршила преговоре о приступању Европској унији 30. маја 2011. године, а уговор о приступању Унији потписала је 9. децембра исте године. Хрватски сабор је одлуку о прикључењу Унији потврдио 23. децембра 2011. и одлучио да ће се референдум одржати у року месец дана с обзиром да Устав Републике Хрватске захтева да се референдум мора одржати пре приступања Хрватске Европској унији.

## Резултати
Према службеним резултатима Државне изборне комисије хрватски грађани гласали су за улазак Републике Хрватске у Европску унију и то са 66,27% гласова ЗА и 33,13% гласова ПРОТИВ. На референдум је изашло 43,51% бирача.
| 66,27% | 33,13% |  |
| За     | Против |  |

### Резултати по жупанијама
Највећа излазност на референдуму била је у Граду Загребу где је изашло 55,13% од укупних бирача, док је још у четири жупаније забележена излазност преко 50 одсто. Најмања излазност била је у Личко-сењској жупанији са 34,52% и у још три жупаније с излазношћу мањом од 40 одсто.
Највише гласова за улазак Хрватске у ЕУ дали су бирачи у Међимурској жупанији и то 75,73%. У још три жупаније за улазак гласало је преко 70% бирача. Највише гласова против уласка дали су бирачи у Дубровачко-неретванској жупанији, 42,22%. Још само у Сплитско-далматинској било је преко 40% гласова против уласка Хрватске у ЕУ.
| Жупанија                              | Бирача    | Укупно гласало | %      | За        | %      | Против  | %      | Неважећи | %     |
| ------------------------------------- | --------- | -------------- | ------ | --------- | ------ | ------- | ------ | -------- | ----- |
| Бјеловарско-билогорска                | 113,642   | 51,820         | 45.60% | 32,242    | 62.22% | 19,299  | 37.24% | 279      | 0.54% |
| Бродско-посавска                      | 155,416   | 65,735         | 42.30% | 47,729    | 72.61% | 17,580  | 26.74% | 426      | 0.65% |
| Дубровачко-неретванска                | 115,996   | 53,708         | 46.30% | 30,574    | 56.93% | 22,674  | 42.22% | 460      | 0.85% |
| Истарска                              | 199,746   | 98,235         | 49.18% | 67,189    | 68.40% | 30,363  | 30.91% | 683      | 0.69% |
| Карловачка                            | 133,333   | 61,074         | 45.81% | 40,731    | 66.69% | 19,904  | 32.59% | 439      | 0.72% |
| Копривничко-крижевачка                | 101,050   | 49,904         | 49.39% | 30,178    | 60.47% | 19,474  | 39.02% | 252      | 0.51% |
| Крапинско-загорска                    | 114,920   | 54,742         | 47.63% | 34,748    | 63.48% | 19,616  | 35.83% | 378      | 0.69% |
| Личко-сењска                          | 57,032    | 19,689         | 34.52% | 13,912    | 70.66% | 5,618   | 28.53% | 159      | 0.81% |
| Међимурска                            | 100,640   | 52,133         | 51.80% | 39,479    | 75.73% | 12,364  | 23.72% | 290      | 0.55% |
| Осјечко-барањска                      | 291,205   | 131,720        | 45.23% | 88,980    | 67.55% | 42,003  | 31.89% | 737      | 0.56% |
| Пожешко-славонска                     | 78,335    | 34,529         | 44.08% | 24,218    | 70.14% | 10,092  | 29.23% | 219      | 0.63% |
| Приморско-горанска                    | 287,202   | 144,104        | 50.18% | 99,156    | 68.81% | 44,198  | 30.67% | 750      | 0.52% |
| Сисачко-мославачка                    | 177,950   | 73,952         | 41.56% | 50,034    | 67.66% | 23,443  | 31.70% | 475      | 0.64% |
| Сплитско-далматинска                  | 430,299   | 197,783        | 45.96% | 115,795   | 58.55% | 80,515  | 40.71% | 1,473    | 0.74% |
| Шибенско-книнска                      | 122,901   | 45,546         | 37.06% | 29,033    | 63.74% | 16,150  | 35.46% | 363      | 0.80% |
| Вараждинска                           | 153,037   | 82,117         | 53.66% | 57,399    | 69.90% | 24,259  | 29.54% | 459      | 0.56% |
| Вировитичко-подравска                 | 83,699    | 37,055         | 44.27% | 24,253    | 65.45% | 12,589  | 33.97% | 213      | 0.58% |
| Вуковарско-сремска                    | 179,929   | 69,501         | 38.63% | 47,970    | 69.02% | 21,000  | 30.22% | 531      | 0.76% |
| Задарска                              | 182,680   | 70,458         | 38.57% | 43,330    | 61.50% | 26,574  | 37.72% | 554      | 0.78% |
| Загребачка                            | 284,793   | 150,403        | 52.81% | 97,756    | 65.00% | 51,934  | 34.53% | 713      | 0.47% |
| Град Загреб                           | 728,332   | 401,529        | 55.13% | 272,246   | 67.80% | 127,455 | 31.74% | 1,828    | 0.46% |
| Хрватска дијаспора                    | 412,628   | 14,494         | 3.51%  | 12,056    | 83.18% | 2,386   | 16.46% | 52       | 0.36% |
| УКУПНО                                | 4,504,765 | 1,960,231      | 43.51% | 1,299,008 | 66.27% | 649,490 | 33.13% | 11,733   | 0.60% |
| Извор: Државна изборна комисија (ДИП) |           |                |        |           |        |         |        |          |       |